# José María Merino
José María Merino (La Corunya, Galícia, Espanya, 5 de març de 1941) és un escriptor, assagista, poeta i acadèmic de la Reial Acadèmia Espanyola. Resideix a Madrid.

## Biografia
El pare de José María Merino era membre de la Federació Universitària Escolar i per les seves idees republicanes va haver d'abandonar Lleó per refugiar-se a Galícia, on va néixer José María. Després de la guerra, la família es va instal·lar de nou a Lleó, on el pare de Merino (advocat de professió) va obrir un bufet i una gestoria.
Els primers llibres que va tenir de nen i que li van encuriosir van ser els diccionaris i les novel·les que hi havia a casa del seu pare.
La seva adolescència va transcórrer a Madrid, ciutat on va estudiar Dret. La seva activitat laboral es desenvoluparà al Ministeri d'Educació. Va col·laborar en projectes de la Unesco a Hispanoamèrica.
L'any 1972 publica el seu primer llibre: el poemari Sitio de Tarifa; la seva primera novel·la data de 1976: Novela de Andrés Choz. Entre 1987 i 1989 dirigeix el Centre de les Lletres Espanyoles del Ministeri de Cultura i a partir de 1996 es dedicarà exclusivament a la literatura.
Està casat amb María del Carmen Norverto Laborda, Catedràtica d'Economia de l'Empresa i Estadística de Costos de la Universitat Complutense. És pare de María, professora de Dret Constitucional a la Universitat Rei Juan Carlos de Madrid i d'Ana Merino, poeta, dramaturga i professora associada a la Iowa University (Estats Units).
És patró d'honor de la Fundació de la Llengua Espanyola. Va ser president honorífic de la Fundació del Llibre Infantil i Juvenil "Leer León" i va ser triat acadèmic de la Reial Acadèmia Espanyola al març de 2008, en substitució de Claudio Guillén, ocupant la butaca M. L'any 2009 va ser nomenat Fill Adoptiu de León.
És membre del patronat de la Fundació Alexander Pushkin i el 2005 el Ministeri de Cultura de Dinamarca el va nomenar «Ambaixador de Hans Christian Andersen».
En 2014 ha estat nomenat Doctor "Honoris causa" per la Universitat de León.

## Obra literària
Malgrat els seus inicis poètics, José Mª Merino ha conreat principalment la prosa: llibres i articles de viatges, assajos literaris, crítica, novel·les, novel·les juvenils i contes, gènere aquest últim del que s'ha convertit en un dels seus més significats valedors. També és un destacat conferenciant i narrador: al costat dels també lleonesos Luis Mateo Díez i Juan Pedro Aparicio ha recuperat el costum del filandón (reunions nocturnes en les quals s'explicaven contes i llegendes mentre es filava o es feien altres treballs) encara que modernitzat mitjançant la lectura de contes brevíssims dels mateixos autors.

### Novel·les
- 2012: El rio del Edén. Editorial Alfaguara. Premi de la Crítica de Castella i Lleó en 2013 i Premi Nacional de Narrativa en 2013.[4]
- 2009: La sima. Editorial Seix Barral.
- 2003: El heredero. Editorial Alfaguara. (Premi Ramón Gómez de la Serna). Reedició crítica de Fernando Valls. Clàssics Castalia, Segle XX. 2011.
- 2000: Los invisibles. Editorial Espasa. Reedició crítica de Santos Alonso, Editorial Càtedra, Lletres populars, 2012.
- 1996: Les visiones de Lucrecia. Editorial Alfaguara. Reedició 2008. (Premi Miguel Delibes).
- 1991: El centro del aire. Editorial Alfaguara. Reedició 2008.
- 1985: La orilla oscura. Editorial Alfaguara. (Premi Nacional de la Crítica) Reedició crítica d'Ángeles Encinar. Ed. Càtedra, Lletres Hispàniques, 2011.
- 1981: El caldero de oro. Editorial Alfaguara.
- 1976: Novela de Andrés Choz. Editorial Novelas y Cuentos (Premio Novelas y Cuentos).

#### Novel·les infantils i juvenils
- 2014: Las mascotas del mundo transparente (il·lustracions de Júlia Sardà). Editorial Nocturna.
- 1998: Adiós al cuaderno de hojas blancas. Editorial Anaya.
- 1997: Regreso al cuaderno de hojas blancas. Editorial Anaya.
- 1996: El cuaderno de hojas blancas. Editorial Anaya.
- 1993: Los trenes del verano - No soy un libro. Editorial Siruela (Premi Nacional de Literatura Infantil i Juvenil).
- 1989: Las lágrimas del sol. Editorial Alfaguara.
- 1987: La tierra del tiempo perdido. Editorial Alfaguara.
- 1986: El oro de los sueños. Editorial Alfaguara.

#### Cicles de novel·les
Després de publicar-les per separat, José María Merino ha reunit algunes de les seves novel·les en trilogies.
- 2000: Novelas del mito. Trilogía composta per El caldero de oro, La orilla oscura i El centro del aire.
- 1992: Les cròniques mestisses. Trilogia d'ambientació americana, composta per: El oro de los sueños, La tierra del tiempo perdido i Las lágrimas del sol.

### Novel·les curtes
- 2010: Las antiparras del poeta burlón. Editorial Siruela.
- 2006: El lugar sin culpa. Editorial Alfaguara. (Premi Gonzalo Torrente Ballester).
- 1999: Cuatro nocturnos. Editorial Alfaguara.

### Assajos
- 2014: Ficció perpètua. Menoscuarto ediciones.
- 2010: Diez jornadas en la isla en La biblioteca del náufrago IV. Llibre col·lectiu amb textos de Gonzalo Calcedo, Óscar Esquivias, Pilar Mateos, José María Merino i Luis Javier Moreno. Junta de Castella i Lleó, 2010.[5]
- 2004: Ficción continua. Editorial Seix Barral.
- 1998: Silva Leonesa. Breviarios de la Calle del Pez.

### Contes
- 2014: La trama oculta.  Cuentos de los dos lados con una silva mínima. Editorial Páginas de Espuma
- 2011: El libro de las horas contadas. Editorial Alfaguara.
- 2010: Historias del otro lugar. Cuentos reunidos, 1982-2004. Editorial Alfaguara.
- 2008: Las puertas de lo posible: cuentos de pasado mañana. Editorial Páginas de Espuma
- 2007: Cuentos del reino secreto. Editorial Alfaguara (edició revisada).
- 2004: Cuentos de los días raros. Editorial Alfaguara.
- 1997: Cincuenta cuentos y una fábula. Obra breve 1982-1997. Editorial Alfaguara.
- 1994: Cuentos del Barrio del Refugio. Editorial Alfaguara.
- 1990: El viajero perdido. Editorial Alfaguara.
- 1982: Cuentos del reino secreto. Editorial Alfaguara.

#### Contes en obres col·lectives (selecció)
- 2012: Steampunk: antologia retrofuturista. Selecció de textos i antólogo: Félix J. Palma. Relats d'Óscar Esquivias, Fernando Marías, José María Merino, Juan Jacinto Muñoz Rengel, Andrés Neuman, Fernando Royuela, Luis Manuel Ruiz, Care Santos, José Carlos Somoza, Ignacio del Valle, Pilar Vera i Marian Womack. Ed. Fábulas de Albión, 2012.
- 2014: Mañana todavía. Doce distopías para el siglo XXI. Editor: Ricard Ruiz Garzón. Autors: Juan Miguel Aguilera, Elia Barceló, Emilio Bueso, Laura Gallego , Rodolfo Martínez, José María Merino, Rosa Montero, Juan Jacinto Muñoz Rengel, Javier Negrete, Félix J. Palma, Marc Pastor i Susana Vallejo. Fantascy: 2014.

### Microrrelats
Va començar a escriure microrrelats per encàrrec d'Antonio Fernández Ferrer, qui preparava un llibre col·lectiu sobre el gènere que es va titular La mano de la hormiga (Alcalá d'Henares: Servei de Publicacions de la Universitat, 1990). L'abundant obra que Merino va crear a partir de llavors en aquest gènere va ser recollida en la següent publicació:
- 2007: La glorieta de los fugitivos: minificción completa. Editorial Páginas de Espuma (Premi Salambó).
- 2005: Cuentos del libro de la noche. Editorial Alfaguara.
- 2002: Días imaginarios. Editorial Seix Barral (VII Premi NH de relats).

#### Recopilacions, antologies de contes i poemes propis
- 2013: Antología de cuentos. Edición de José Manuel del Pino. Editorial Iberoamericana.
- 2012: La realidad quebradiza. (Introducción y entrevista por Juan Jacinto Muñoz Rengel). Ed. Páginas de Espuma.
- 2009: José María Merino. Antología y voz. Editorial El búho viajero.
- 2005: El anillo judío y otros cuentos (Introducción de José Luis Puerto). Castilla ediciones.
- 2000: Cuentos (Edició de Santos Alonso). Editorial Castalia.
- 1999: La casa de los dos portales y otros cuentos (Introducció i notes d'Ignacio Soldevila). Editorial Octaedro.

### Obra poètica
Merino es va donar a conèixer com a poeta abans que novel·lista, però finalment la seva abundant i prestigiosa obra narrativa ha eclipsat la seva poètica. No obstant això, mai ha deixat d'escriure i publicar poemes. Aquest és el catàleg dels seus poemaris:
- 2006: Cumpleaños lejos de casa. Obra poética completa. Utilitza en aquesta recopilació el títol d'un dels seus poemaris, publicat el 1973. Barcelona: Seix Barral. ISBN (13): 978-84-322-0895-9.
- 1984: Mírame Medusa y otros poemas. Madrid: Ayuso. ISBN (13): 978-84-336-0229-9.
- 1975: Parnasillo provincial de poetas apócrifos. En col·laboració amb Agustín Delgado i Luis Mateo Díez. Segona edició (Madrid,1988, Endymion) ISBN 84-7731-022-X. Conté també text narratiu.
- 1973: Cumpleaños lejos de casa. Reeditat diverses vegades.
- 1972: Sitio de Tarifa. Va ser el primer llibre publicat per Merino.

### Memòries
- 2006: Tres semanas de mal dormir. Editorial Seix Barral.
- 1998: Intramuros. Edilesa.

### Antòleg
- 2010: Leyendas españolas de todos los tiempos (Una memoria soñada). Editorial Siruela.
- 1998: Cien años de cuentos (1898-1998). Antología del cuento español en castellano. Editorial Alfaguara.

### Autor de versió contemporània
- 2012: Los naufragios de Álvar Núñez Cabeza de Vaca. Ed. Castalia, Col. Odres Nous.
- 2014: Historia verdadera de Jasón y los argonautas. Phantasia. La Pàgina edicions.

## Premis
- 2013: 
  - Premi Nacional de Narrativa per El río del Edén.
  - Premi de la Crítica de Castella i Lleó per El río del Edén.[7]
- 2009: Premi Fundació Germán Sánchez Ruipérez.
- 2008: Premi Castella i Lleó de les Lletres.
- 2007: Premi Salambó per La glorieta de los fugitivos.
- 2006: Premi Torrente Ballester per El lugar sin culpa.
- 2002: VII Premi NH de relats per Días imaginarios.
- 1996: Premi Miguel Delibes per Las visiones de Lucrecia.
- 1993: Premi Nacional de literatura infantil i juvenil per Los trenes del verano -No soy un libro-.
- 1986: Premi Nacional de la Crítica per La orilla oscura.
- 1976: Premio Novel·les i Contes per Novela de Andrés Choz.